# Fonetica percettiva
Nell'ambito delle discipline linguistiche, la fonetica percettiva o uditiva è una branca della fonetica. Essa studia la percezione dei foni o suoni linguistici.

## Ambiti della fonetica uditiva
La fonetica uditiva si occupa in primo luogo di descrivere l'anatomia degli organi preposti alla ricezione del suono, vale a dire dell'apparato uditivo.
In secondo luogo, essa si occupa di studiare la fisiologia di tali organi, cioè il processo mediante il quale essi analizzano gli impulsi meccanici ricevuti, trasformandoli in impulsi neurali, cioè elettrici, che il sistema nervoso trasmette al cervello per la decodifica del suono percepito.
Infine, la fonetica uditiva studia e descrive i processi di categorizzazione dei suoni percepiti.

### L'apparato uditivo

L'orecchio medio: membrana timpanica, martello, incudine e staffa

L'apparato uditivo è formato dall'orecchio, dal nervo acustico, che fa parte del sistema nervoso, e dalla corteccia uditiva, parte del cervello preposta all'elaborazione dei rumori percepiti.
L'orecchio è formato da orecchio esterno, medio e interno. L'orecchio esterno è costituito dal padiglione, che riceve le onde sonore, rinforzandole grazie alla sua particolare struttura, e le convoglia dentro al condotto uditivo, in fondo al quale si trova la membrana timpanica: le vibrazioni delle onde sonore si trasmettono a questa membrana, che a sua volta le trasmette agli ossicini dell'orecchio medio: martello, incudine e staffa, detti così per la loro forma molto caratteristica. Nel cavo del timpano, che separa l'orecchio medio da quello interno, si trovano due piccoli fori, detti finestra ovale e finestra rotonda; la base della staffa chiude la finestra ovale, in modo che le vibrazioni trasmesse e amplificate dagli ossicini si trasmettono alla coclea, la parte dell'orecchio interno deputata alla trasduzione dei suoni (l'altra parte, il labirinto, contiene i ricettori dell'equilibrio).

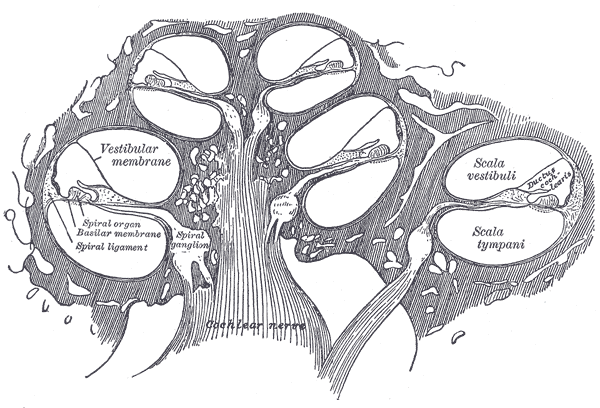
Sezione longitudinale della coclea

La coclea è una piccola struttura dalla forma di una "chiocciola", formata da canali paralleli, pieni di un liquido detto perilinfa, che si avvolgono formando una spirale: dalla finestra ovale parte la scala vestibolare, che svolta al termine del canale (elicotrema) e torna indietro fino alla finestra rotonda, chiusa da una membrana, sotto il nome di scala timpanica: tra queste due scale è situato un altro canale che non comunica con esse, detto dotto cocleare, pieno di un liquido chiamato endolinfa. Sulla membrana che li separa è poggiato un organo, detto organo del Corti. In pratica quest'organo, costituito da uno strato di cellule ciliate, cioè lunghe e sottili, riceve le vibrazioni trasmesse nel liquido della coclea e le trasmette, attraverso le loro estremità inferiori che sono in contatto con delle terminazioni nervose (neuroni) del nervo acustico, alla membrana, che ha l'importante caratteristica della tonotopicità: questo significa che la membrana è più spessa e più elastica via via che ci si allontana dalla base verso l'apice (l'elicotrema), in modo che l'onda che si propaga nell'endolinfa produce oscillazioni di ampiezza diversa nei diversi punti della membrana: le onde di frequenza più alta producono oscillazioni di massima ampiezza nei punti più vicini all'inizio della membrana, cioè alla finestra ovale, mentre le onde di bassa frequenza producono oscillazioni ampie in fondo alla coclea.
Queste oscillazioni si trasmettono alle cellule ciliate interne, le quali iniziano a spostarsi nella linfa, producendo un'eccitazione elettrica che si trasmette ai neuroni del nervo acustico, propagandosi fino al sistema nervoso centrale, intrecciandosi con il nervo acustico proveniente dall'altro orecchio e giungendo infine ai due lobi temporali del cervello, che le analizza.

### La psicoacustica
La psicoacustica è una branca della psicologia che si occupa di studiare i confini tra i fenomeni acustici che possono essere percepiti dall'uomo e quelli mediamente non udibili; essa cerca di definire la capacità dell'uomo di discriminare le differenze tra suoni diversi e la relazione tra le grandezze oggettive di frequenza, intensità, durata e quelle soggettive come altezza, volume, lunghezza degli stessi: a questo proposito, la psicoacustica elabora delle scale soggettive lungo le quali si dispongono le sensazioni uditive.
Si individua così quello che viene chiamato campo uditivo, che dipende dalle due grandezze di frequenza e di intensità: rispettivamente, il livello inferiore di frequenza, al di sotto del quale l'orecchio umano non percepisce più il suono (infrasuono), è di 20 Hz, e quello superiore (al confine con gli ultrasuoni) di 20.000 Hz, mentre i limiti di intensità (inferiore = soglia dell'udito, superiore = soglia del dolore) variano in funzione della frequenza: per esempio la frequenza con più bassa soglia uditiva (-4 dB) è di 3.500 Hz, mentre la soglia del dolore, più costante, si situa intorno ai 140 dB. Naturalmente il campo uditivo così delimitato varia da individuo a individuo e soprattutto si riduce in condizioni patologiche, ma anche con il crescere dell'età.
All'interno del campo uditivo vanno poi individuate delle soglie differenziali che rappresentano le minime differenze percepibili tra due suoni, al di sotto delle quali due suoni oggettivamente diversi vengono però percepiti come uguali: queste soglie non sono costanti e, per l'intensità, variano tra 0,5 dB e 1 dB, mentre per la frequenza sono rappresentate da percentuali: in pratica la soglia è data dal rapporto tra le due frequenze, e non da una differenza assoluta, che oscilla tra lo 0,1% e lo 0,2% con variazioni che possono essere notevoli.
In base a questi dati si elaborano quindi delle scale soggettive lungo le quali distribuire le sensazioni uditive che non riflettono la scala oggettiva delle caratteristiche fisiche dei suoni. Per l'intensità si usa un grafico frequenza-ampiezza nel quale vengono tracciate delle curve di isofonia: ognuna di queste curve è formata dai diversi punti nei quali la sensazione sonora è la stessa; quindi, per esempio, uno stimolo con frequenza di 60 Hz e 60 dB dà la stessa sensazione di volume di un altro con frequenza 1.000 Hz e 40 dB: dal momento che, per convenzione, si usa calcolare il livello di sensazione sonora prendendo come punto di riferimento i suoni da 1.000 Hz, si dirà che i due stimoli avranno un livello di sensazione sonora di 40 phon.
Per definire le relazioni tra la sensazione di altezza e la frequenza, invece, si usa un'altra scala soggettiva la cui unità di misura è il mel: si assegna a un suono di 1.000 Hz e di 60 dB un valore di 1.000 mel. Per la valutazione delle differenti altezze, però, si può far ricorso anche a una scala di tipo musicale, basata sull'ottava: un'ottava è la distanza tra due frequenze f1 e f2 delle quali la seconda è doppia della prima (f2/f1 = 2); questo intervallo viene diviso in 12 sezioni dette semitoni, ciascuno dei quali corrisponde a una variazione di frequenza del 6%.

### Teorie sulla percezione linguistica
Passando dalla percezione dei semplici suoni a quella dei foni, cioè dei suoni linguistici, la psicoacustica si interroga su quali siano le caratteristiche che consentano l'identificazione di un fono, cioè la sua assegnazione a una determinata classe, e come si determinino i confini che separano tali classi (categorizzazione); studia poi quale ruolo abbiano in questi processi gli altri livelli linguistici (morfologia, sintassi, semantica ecc.) e come tali livelli si integrino, e infine analizza in che modo interagiscano il processo della produzione e quello della percezione in uno stesso parlante-ascoltatore.
Sono state elaborate diverse teorie che tentano di spiegare i meccanismi della percezione linguistica nell'uomo, nessuna delle quali, però, è ancora riuscita a fornire risposte giudicate soddisfacenti dalla comunità scientifica. Queste teorie si suddividono in teorie passive (non-mediate), che descrivono la percezione come un processo appunto passivo nel quale l'ascoltatore non fa che decodificare il segnale ricevuto, e teorie attive (mediate), che attribuiscono all'ascoltatore un ruolo attivo, di confronto tra le caratteristiche oggettive del segnale e le forme immagazzinate nella memoria.
La più significativa teoria passiva è la teoria acustica di Gunnar Fant, secondo la quale l'ascoltatore riconosce nel segnale le caratteristiche fisiche che corrispondono ai diversi tratti distintivi e grazie ad essi identifica i diversi foni: ricostruiti quelli, l'ascoltatore può quindi ricostruire le sillabe, i morfemi, le parole, le frasi ecc, secondo un procedimento di tipo bottom-up (dal basso verso l'alto).
Tra le teorie attive si segnalano la Teoria motoria della percezione del linguaggio di Alvin M. Liberman, risalente al 1985, secondo la quale l'ascoltatore opera un confronto tra le caratteristiche fisiche del segnale ricevuto e i gesti articolatori necessari per riprodurlo, riconoscendo quindi il segnale dai movimenti necessari a compierlo, la presente teoria è stata recentemente rivalutata da Giacomo Rizzolatti nell'ambito dei neuroni specchio.
E la Analysis-by-Synthesis di K. Stevens e M. Halle, che postula un primo livello di riconoscimento delle caratteristiche fisiche del segnale, sulla base del quale l'ascoltatore seleziona nella propria memoria le sequenze che potrebbero corrispondervi, arrivando infine a scegliere quella più soddisfacente. Entrambe queste teorie sono dette di tipo top-down, cioè vanno "dall'alto" degli schemi linguistici al "basso" del riconoscimento dei segmenti e dei tratti.

## Strumenti della fonetica uditiva
Per studiare i fenomeni di categorizzazione e identificazione dei suoni, e in particolare dei suoni linguistici, si fa ricorso a test di diverso tipo, che somministrano a un campione di soggetti degli stimoli acustici ricreati in laboratorio: i test di discriminazione servono a valutare la capacità degli ascoltatori di riconoscere differenze tra suoni diversi, cioè si fanno ascoltare vari stimoli chiedendo agli ascoltatori di dire se sono identici o no, in modo da individuare soglie medie di discriminabilità tra suoni simili; i test di identificazione servono a stabilire come vengano classificati i suoni, facendo ascoltare stimoli che variano regolarmente lungo un continuum e chiedendo agli ascoltatori di assegnare a ogni stimolo la categoria fonetica che ritengono più opportuna.

## Applicazioni della fonetica uditiva
In ambito medico, la fonetica uditiva fornisce materiale per la rieducazione di pazienti affetti da disturbi del linguaggio di varia natura (in particolare nell'audiologia).
In campo psicologico, essa fornisce gli strumenti da usare nei test di psicologia della percezione uditiva, ricevendo in cambio informazioni sulle reazioni degli ascoltatori e sui processi di riconoscimento fonico che si attivano nella comunicazione.